# 기멜 함수
집합론에서 기멜 함수(ℷ函數, 영어: gimel function)는 무한 기수의 거듭제곱을 나타낼 수 있는 함수이다.

## 정의
기멜 함수는 다음과 같다.
{\displaystyle \gimel \colon \operatorname {Card} \to \operatorname {Card} }
{\displaystyle \gimel \colon \kappa \mapsto \kappa ^{\operatorname {cf} \kappa }}
여기서 {\displaystyle \operatorname {cf} \kappa }는 공종도이다.

## 성질
자연수의 공종도는 {\displaystyle \operatorname {cf} n=\min\{1,n\}}이므로 {\displaystyle \gimel (n)=\max\{1,n\}}이다. 정칙 기수 {\displaystyle \kappa }의 경우
{\displaystyle \gimel (\kappa )=2^{\kappa }}
이다. 가장 작은 무한 특이 기수인 {\displaystyle \aleph _{\omega }}의 경우,
{\displaystyle \gimel (\aleph _{\omega })\leq \max\{2^{\aleph _{0}},\aleph _{\omega _{4}}\}}
이다. 이는 사하론 셸라흐가 가능 공종도 이론을 사용하여 증명하였다.
쾨니그의 정리에 따라, 모든 기수 {\displaystyle \kappa }에 대하여
{\displaystyle \kappa <\gimel (\kappa )\leq 2^{\kappa }}
이다. 따라서, 일반화 연속체 가설을 가정한다면 기멜 함수는 다음과 같다.
{\displaystyle \gimel (\kappa )={\begin{cases}1&\kappa =0\\\kappa &1\leq \kappa <\aleph _{0}\\\kappa ^{+}&\kappa \geq \aleph _{0}\end{cases}}}

### 거듭제곱의 정의
기수의 거듭제곱은 기멜 함수로 다음과 같이 완전히 정의된다. 임의의 무한 기수 {\displaystyle \kappa }에 대하여,
{\displaystyle 2^{\kappa }={\begin{cases}\gimel (\kappa )&\exists \lambda \colon \kappa =\lambda ^{+}\\\max\{2^{\mu },\gimel (\kappa )\}&\exists \mu <\kappa \colon \forall \lambda \in [\mu ,\kappa )\colon 2^{\lambda }=2^{\mu }\\\gimel \left(\sup _{\lambda <\kappa }2^{\lambda }\right)&\nexists \mu <\kappa \colon \forall \lambda \in [\mu ,\kappa )\colon 2^{\lambda }=2^{\mu }\end{cases}}}
임의의 두 무한 기수 {\displaystyle \kappa ,\lambda }에 대하여, 다음이 성립한다.
{\displaystyle \kappa ^{\lambda }={\begin{cases}2^{\lambda }&2\leq \kappa \leq \lambda \\\mu ^{\lambda }&\kappa >\lambda \land \left(\exists \mu <\kappa \colon \mu ^{\lambda }\geq \kappa \right)\\\gimel (\kappa )&\kappa >\lambda \geq \operatorname {cf} \kappa \land \left(\nexists \mu <\kappa \colon \mu ^{\lambda }\geq \kappa \right)\\\kappa &\operatorname {cf} \kappa >\lambda \land \left(\nexists \mu <\kappa \colon \mu ^{\lambda }\geq \kappa \right)\\\end{cases}}}

## 같이 보기
- 특이 기수 가설
- 가능 공종도